# Until (Sting-Lied)
Until ist ein Lied von Sting und ein Filmsong im Film Kate & Leopold (2001). Das Lied wurde bei den Golden Globe Awards 2002 als bester Filmsong ausgezeichnet und war 2002 für den Oscar als bester Filmsong nominiert.
Die von Sting für den Film Kate & Leopold komponierte und geschriebene Liebesballade beschreibt die Themen Verlangen, Hoffnung und dauernde Liebe. Sting spielt dabei nicht auf die viktorianische oder moderne Epoche an, aus denen die Hauptcharaktere des Films stammen, sondern greift auf zeitlose romantische Themen zurück.
Auf dem 2001 veröffentlichtem Album mit dem Soundtrack zum Film ist Until das erste Stück. Sting nahm das Lied auch in sein 2005 veröffentlichtes Album My Funny Valentine: At The Movies und das 2020 veröffentlichte Album A Touch of Jazz auf.

## Auszeichnungen und Nominierungen
- Golden Globe Award, bester Filmsong (2002)[5]

- Oscars (Nominierung), bester Filmsong (2002)[6]
- Critics’Choice Awards (Nominierung), bester Filmsong (2002)[7]